# جون يو (محامي)
جون يو (بالإنجليزية: John Yoo)‏ هو محامي أمريكي، ولد في 10 يوليو 1967 في سول في كوريا الجنوبية.

## وصلات خارجية
- جون يو على موقع IMDb (الإنجليزية)
- جون يو على موقع إن إن دي بي (الإنجليزية)